# Trượt băng tốc độ tại Thế vận hội Mùa đông 2018 - 5000 mét nam
Nội dung 5000 mét nam của môn trượt băng tốc độ tại Thế vận hội Mùa đông 2018 được tổ chức tại Gangneung Oval ở Gangneung vào ngày 11 tháng 2 năm 2018.

## Kỷ lục
Trước giải đấu này, các kỷ lục thế giới và Olympic như sau.
| Kỷ lục thế giới  | Ted-Jan Bloemen (CAN) | 6:01.86 | Thành phố Salt Lake, Hoa Kỳ | 10 tháng 12 năm 2017 |
| Kỷ lục Olympic   | Sven Kramer (NED)     | 6:10.76 | Sochi, Nga                  | 8 tháng 2 năm 2014   |
| Kỷ lục đường đua | Sven Kramer (NED)     | 6:06.82 |                             | 9 tháng 2 năm 2017   |

Các kỷ lục dưới đây được thiết lập trong kỳ đại hội.
| Ngày           | Vòng   | Tên         | Quốc gia | Thời gian | Kỷ lục |
| -------------- | ------ | ----------- | -------- | --------- | ------ |
| 11 tháng 2 năm | Đôi 10 | Sven Kramer | Hà Lan   | 6:09.76   | OR     |

OR = kỷ lục Olympic

## Kết quả
| Hạng | Đôi | Làn | Tên                   | Quốc gia    | Thời gian | Thời gian kém | Ghi chú |
| ---- | --- | --- | --------------------- | ----------- | --------- | ------------- | ------- |
| 1    | 10  | I   | Sven Kramer           | Hà Lan      | 6:09.76   | —             | OR      |
| 2    | 9   | I   | Ted-Jan Bloemen       | Canada      | 6:11.616  | +1.85         |         |
| 3    | 9   | O   | Sverre Lunde Pedersen | Na Uy       | 6:11.618  | +1.85         |         |
| 4    | 8   | O   | Peter Michael         | New Zealand | 6:14.07   | +4.31         |         |
| 5    | 5   | I   | Lee Seung-hoon        | Hàn Quốc    | 6:14.15   | +4.39         |         |
| 6    | 5   | O   | Bart Swings           | Bỉ          | 6:14.57   | +4.81         |         |
| 7    | 8   | I   | Jan Blokhuijsen       | Hà Lan      | 6:14.75   | +4.99         |         |
| 8    | 11  | I   | Nicola Tumolero       | Ý           | 6:15.48   | +5.72         |         |
| 9    | 3   | O   | Seitaro Ichinohe      | Nhật Bản    | 6:16.55   | +6.79         |         |
| 10   | 10  | O   | Patrick Beckert       | Đức         | 6:17.91   | +8.15         |         |
| 11   | 7   | O   | Alexis Contin         | Pháp        | 6:18.13   | +8.37         |         |
| 12   | 11  | O   | Moritz Geisreiter     | Đức         | 6:18.34   | +8.58         |         |
| 13   | 4   | I   | Simen Spieler Nilsen  | Na Uy       | 6:18.39   | +8.63         |         |
| 14   | 1   | O   | Nils van der Poel     | Thụy Điển   | 6:19.06   | +9.30         |         |
| 15   | 4   | O   | Bob de Vries          | Hà Lan      | 6:22.26   | +12.50        |         |
| 16   | 2   | O   | Ryousuke Tsuchiya     | Nhật Bản    | 6:22.45   | +12.69        |         |
| 17   | 3   | I   | Livio Wenger          | Thụy Sĩ     | 6:24.16   | +14.40        |         |
| 18   | 6   | O   | Håvard Bøkko          | Na Uy       | 6:24.50   | +14.74        |         |
| 19   | 7   | I   | Davide Ghiotto        | Ý           | 6:29.25   | +19.49        |         |
| 20   | 6   | I   | Andrea Giovannini     | Ý           | 6:30.71   | +20.95        |         |
| 21   | 2   | I   | Emery Lehman          | Hoa Kỳ      | 6:31.16   | +21.40        |         |
| 22   | 1   | I   | Adrian Wielgat        | Ba Lan      | 6:31.71   | +21.95        |         |

OR = Olympic record, TR = track record